# Atomoxétine
L'atomoxétine est un médicament utilisé pour traiter le trouble du déficit de l'attention avec ou sans hyperactivité.
Ce médicament est retiré de la vente en France depuis le 13 juillet 2012. Il avait reçu une autorisation de mise sur le marché en France le 28 juin 2010 et est sur le marché aux États-Unis depuis 2002, au Royaume-Uni depuis 2004 et dans les autres pays européens à l'exception de la France depuis 2004 à 2005.

## Spécificité
L'atomoxétine est différente des autres médicaments utilisés pour traiter le TDAH car il n'est pas un psychostimulant, mais bien un inhibiteur hautement sélectif des transporteurs pré-synaptiques de la noradrénaline.

## Composition
Le médicament est initialement manufacturé sous le nom de Strattera et produit par la compagnie Eli Lilly and Company. Il est disponible sous forme de gélules sous différentes doses :
- 10 mg :
chaque gélule a un corps blanc opaque gravé Lilly au-dessus de 3227 et contient 10 mg d'atomoxétine. Ingrédients non médicinaux : amidon prégélatinisé, diméthicone, gélatine, laurylsulfate de sodium et un ou plus des éléments ci-après : AD et C bleu no 2, dioxyde de titane et oxyde de fer jaune synthétique.
- 18 mg :
chaque gélule a un corps or et blanc opaque gravé Lilly au-dessus de 3238 et contient 18 mg d'atomoxétine. Ingrédients non médicinaux : amidon prégélatinisé, diméthicone, gélatine, laurylsulfate de sodium et un ou plus des éléments ci-après : AD et C bleu no 2, oxyde de fer jaune synthétique et dioxyde de titane.
- 25 mg :
chaque gélule a un corps bleu opaque gravé Lilly au-dessus de 3228 et contient 25 mg d'atomoxétine. Ingrédients non médicinaux : amidon prégélatinisé, diméthicone, gélatine, laurylsulfate de sodium et un ou plus des éléments ci-après : AD et C bleu no 2, oxyde de fer jaune synthétique et dioxyde de titane.
- 40 mg :
chaque gélule a un corps bleu opaque gravé Lilly au-dessus de 3229 et contient 40 mg d'atomoxétine. Ingrédients non médicinaux : amidon prégélatinisé, diméthicone, gélatine, laurylsulfate de sodium et un ou plus des éléments ci-après : AD et C bleu no 2, oxyde de fer jaune synthétique et dioxyde de titane.
- 60 mg :
chaque gélule a un corps bleu et or opaque gravé Lilly au-dessus de 3239 et contient 60 mg d'atomoxétine. Ingrédients non médicinaux : amidon prégélatinisé, diméthicone, gélatine, laurylsulfate de sodium et un ou plus des éléments ci-après : AD et C bleu no 2, oxyde de fer jaune synthétique et dioxyde de titane.

Dans certains pays, on peut trouver d'autres doses comme 80 mg et 100 mg. Il est fortement déconseillé de dépasser une dose de 100 mg.

## Effets secondaires

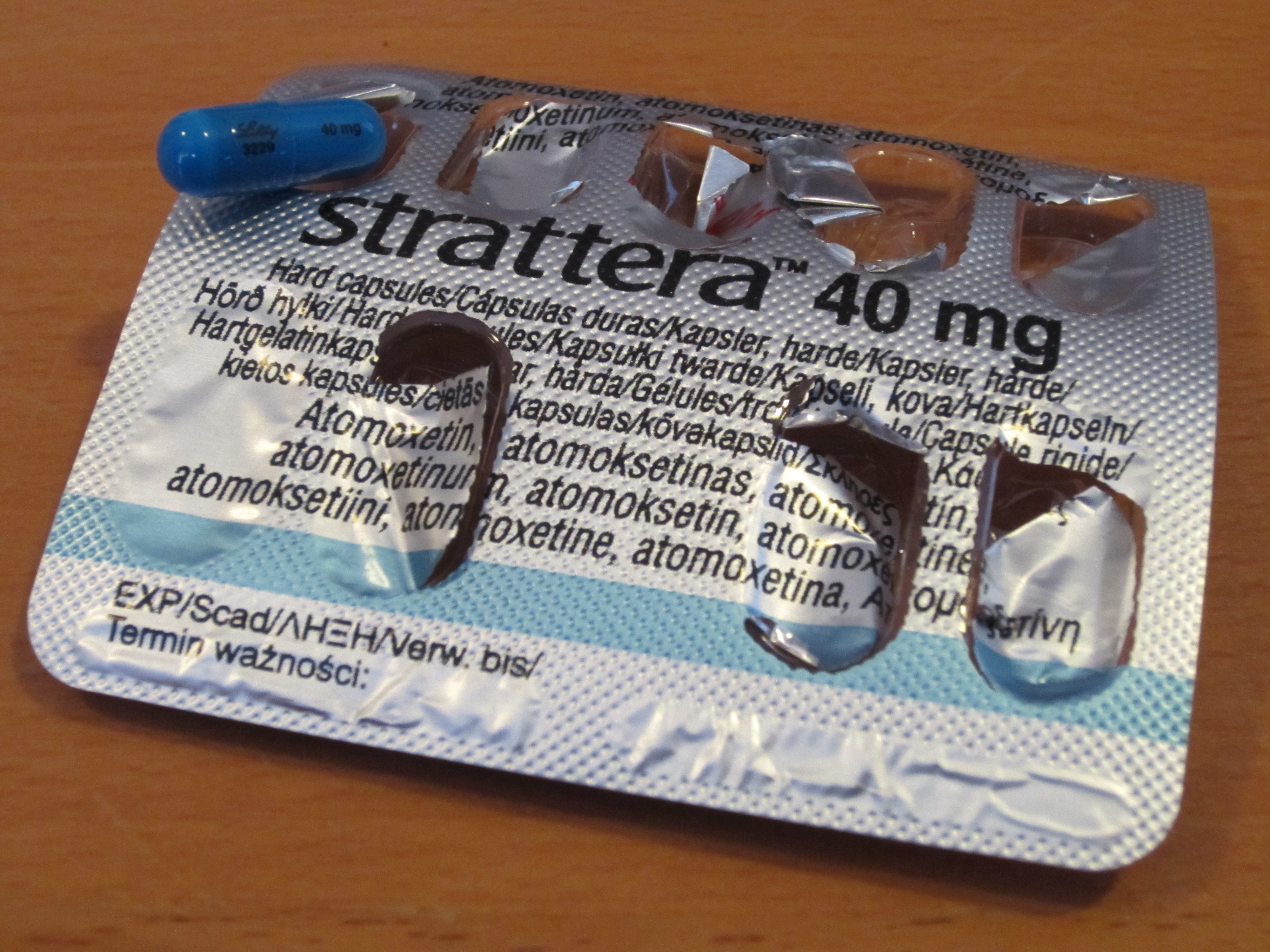

Ce médicament peut avoir certains effets secondaires tels que :
- une augmentation de la fréquence cardiaque et de la pression artérielle[4] (cet effet secondaire très fréquent fait l'objet de contre-indications et de précautions[4]) ;
- de la fatigue ;
- de l'irritabilité ou des sautes d'humeur ;
- des brûlures d'estomac, des gaz, une perte de l'appétit, de la nausée, diarrhée et/ou des vomissements spontanés ;
- des maux de tête ;
- des menstruations (périodes) douloureuses ;
- des troubles du sommeil ;
- un écoulement nasal ;
- une dysfonction érectile (difficulté à obtenir ou à maintenir une érection) ou une pulsion sexuelle diminuée ;
- une éruption cutanée ou une démangeaison, des sensations de fourmillement ou de picotements sur la peau ;
- une perte de poids ;
- une syncope ou une sensation de tête légère en se mettant debout.

Dans certains cas rares, tels que mentionnés ci-dessous, il est recommandé d'en parler à votre médecin :
- de l'agitation ;
- des palpitations (sensation que votre cœur bat rapidement ou irrégulièrement) ;
- des problèmes urinaires ;
- des symptômes d'atteinte hépatique (par exemple le jaunissement du blanc des yeux ou de la peau, une douleur abdominale, une perte de l'appétit, des selles claires, une urine sombre) ;
- des symptômes de dépression (par exemple un désintérêt envers vos activités habituelles, de la tristesse, des pensées suicidaires) ;
- un comportement agressif ;
- une élévation de la pression artérielle.

Il est recommandé de cesser la prise du médicament dans les cas ci-dessous :
- des hallucinations (par exemple l'illusion d'entendre, de voir ou de sentir quelque chose qui n'existe pas réellement) ;
- des symptômes d'une réaction allergique grave (par exemple de l'urticaire, une boursouflure du visage et une enflure de la gorge, une difficulté respiratoire) ;
- des pensées suicidaires ou des indices d'un comportement suicidaire.

Ainsi La revue Prescrire juge en 2009 que ce médicament n'apporte rien de nouveau et que les effets secondaires sont, comme pour le méthylphénidate, non négligeables.